# Bulbophyllum sororculum
Bulbophyllum sororculum là một loài phong lan thuộc chi Bulbophyllum.